# Vought FU
Le Vought VE-7 est un avion militaire de l'entre-deux-guerres biplan qui a servi dans la United States Navy.
Après l'absorption de Lewis & Vought Corporation par la puissante United Aircraft and Transport Corporation, le VE-7 fut renommé par la marine américaine FU dans son système de désignation : F pour Fighter (avion de chasse) et U pour United Aircraft. C'est le très lointain ancêtre du mythique chasseur F4U Corsair de la Guerre du Pacifique (1941-1945).

## Conception
Le VE-7 fut un des premiers appareils produits par la firme Lewis & Vought Corporation. Ayant effectué son vol initial à l'été 1918, il se présentait comme une version plus petite du De Havilland DH.4, propulsée par un moteur identique à celui du SPAD S.7. Produit au départ comme un biplace d'entraînement (128 exemplaires), l'avion, qui affichait d'excellentes performances, fut par la suite réalisé en de nombreuses versions monoplaces.

## Engagements
Le VE-7 resta en première ligne jusqu'en 1926.

## Variantes
- VE-7S, avion de chasse armé d'une mitrailleuse Vickers, 1 exemplaire.
- VE-7FS avec un train d'atterrissage pourvu de flotteurs pour un amerrissage d'urgence. 64 exemplaires.
- VE-7SH, avec un flotteur central et deux flotteurs sous voilure.
- VE-7H, biplace d'entraînement et d'observation.